# خاص‌کوی، قسطمونی
خاص‌کوی (به ترکی استانبولی: Hasköy) یک منطقهٔ مسکونی در ترکیه است که در قسطمونی واقع شده‌است.